# بنك الصناعة والتعدين
بنك الصناعة والتعدين (بالفارسية: بانک صنعت و معدن) هو بنك متخصص مملوك للحكومة الإيرانية يقع في طهران ، إيران . وتسعى إلى زيادة النمو الاقتصادي من خلال تطوير الصناعة والتعدين . والغرض منه هو أن يكون مؤسسة اقتصادية تقدم التسهيلات المصرفية والتنمية والاستثمار من أجل النهوض بالاقتصاد الإيراني . ويهدف إلى تعزيز مشاركة القطاع الخاص في مجالات الصناعة والتعدين والتقنيات الحديثة والخدمات المرتبطة بها.
وفي عام 2017، قدمت شركة استثمار صينية مملوكة للدولة الصينية خط ائتمان بقيمة 10 مليارات دولار لخمسة بنوك إيرانية، بما في ذلك بنك الصناعة والتعدين، "من أجل دعم المشاريع في البلاد في إيران".  في ضوء العقوبات الأمريكية على إيران، كان للبنك والشركات التابعة له تعاملات مالية مع البنوك الدنماركية والألمانية.  

## أنظر أيضاً
- المصرفية في إيران
- صناعة إيران
- التعدين في إيران
- غرفة التجارة والصناعة والمناجم الإيرانية
- بنك الصناعة
- المسح الجيولوجي واستكشاف المعادن في إيران